# Coats Island
Coats Island är en ö i Kanada.   Den ligger i territoriet Nunavut, i den östra delen av landet, 2 000 km norr om huvudstaden Ottawa. Ön har en yta på 5 498 km²
Terrängen på Coats Island är platt. Öns högsta punkt är 213 meter över havet. Den sträcker sig 94,7 kilometer i nord-sydlig riktning, och 107,6 kilometer i öst-västlig riktning.
Trakten runt Coats Island består i huvudsak av gräsmarker. Trakten runt Coats Island är nära nog obefolkad, med mindre än två invånare per kvadratkilometer.